# مارته ویلالونگا
مارته ویلالونگا (فرانسوی: Marthe Villalonga‎؛ زادهٔ ۲۰ مارس ۱۹۳۲) یک هنرپیشه فرانسوی است. وی از سال ۱۹۵۸ میلادی تاکنون مشغول فعالیت بوده‌است. ویلالونگا متولد برج الکیفان در کشور الجزایر است.
از فیلم‌ها یا برنامه‌های تلویزیونی که وی در آنها نقش داشته‌است می‌توان به گنده‌هه قرمز، دراکولا و پسر، حکم، یکی و دیگری اشاره کرد.